# ヴァレリー・カルピン
ヴァレリー・カルピン（Valeri Karpin, 1969年2月2日 - ）は、エストニア・ナルヴァ出身の元サッカー選手、サッカー指導者。ポジションはMF（RSH、OH）。

## 選手経歴
エストニア生まれであるが、ソ連崩壊時、国際舞台での活躍機会の多いロシア代表を選択した。
1985年に地元のクラブチーム、スポルト・タリンでキャリアをスタート。1991年にスパルタク・モスクワへ移籍すると3年連続リーグ優勝を果たし、1994年のアメリカW杯にも出場。同年リーガ・エスパニョーラ・レアル・ソシエダへ移籍し、その後バレンシアCF、セルタ・デ・ビーゴとスペインのクラブチームを転々とし、セルタではアレクサンドル・モストヴォイとともにチームの上位進出に貢献。モストヴォイとのコンビは「ロシアン・コネクション」と呼ばれ、称えられた。1999年のロシア最優秀選手にも選ばれた。
その後、2002年には日韓W杯にもロシア代表として出場し、日本代表とも対戦。同時にソシエダに復帰し、チームの中心選手として活躍した。
2004-05シーズン終了後、現役を引退し選手生活に終止符を打ったと思われたが、2007年にセグンダ・ディビシオンB（3部相当）のコルショFCと契約を結び、現役復帰した。その後改めて現役引退。

## 指導者経歴
2008年、かつて所属していたスパルタク・モスクワのゼネラルディレクターに就任。
2009年4月、成績不振により解任されたミカエル・ラウドルップの後任として同クラブの監督に就任した。
2011年4月18日、開幕から成績不振でクラブ史上最悪のスタートを切ったとして辞任を表明したが、最終的に2011-12シーズン終了まで監督を務めた。リーグ戦最終順位は2位であった。
2012年11月25日、成績不振により解任されたウナイ・エメリの後任として、年内までの暫定指揮をとった後、再びスパルタク・モスクワの監督に就任した。
ロシア・カップで3部のFKトスノに0-1で敗退、リーグ戦で下位のFCアンジ・マハチカラにホームで2-2で引き分けたことが引き金になり、2014年3月18日、解任された。
同年8月12日、セグンダ・ディビシオン・RCDマジョルカの監督に就任した。2015年2月10日、降格圏寸前の15位に低迷したため解任された。
2015年、ロシア・ナショナル・フットボールリーグへ昇格したFKアルマヴィルの監督に就任した。就任後1年でロシア・セカンドディビジョンに降格したため、2016年6月23日解任された。
2017年12月9日、FCロストフの監督に就任した。
2021年7月23日、ロシア代表の監督に就任した。

### 事業者として
引退後はスペインに留まり、事業を開始。スペインのテレビ局「TVE2」でサッカー中継の解説も務めていた。また2007年には長年プレーしたセルタ・デ・ビーゴの本拠地であるビーゴに自転車ロードレースのコンチネンタル・プロチーム「カルピン・ガリシア（現・シャコベオ・ガリシア）」をミチェル・サルガドと共に創設。2007年のブエルタ・ア・エスパーニャはこのチーム創設を祝って第1ステージをビーゴからスタートしゴールした。

## その他
レアル･ソシエダ時代のニックネームは「腐った牛乳」。カルピンのキツイ性格を意味するスペイン語のスラングである。

## 代表歴

### 出場大会
- CIS代表
- ロシア代表
  - 1994 FIFAワールドカップ
  - 2002 FIFAワールドカップ

### 試合数
- 国際Aマッチ 1試合 0得点（CIS、1992年）[4]
- 国際Aマッチ 72試合 17得点（ロシア、1992年-2003年）[4]

| CIS代表 | 国際Aマッチ | 国際Aマッチ |
| 年      | 出場        | 得点        |
| ------- | ----------- | ----------- |
| 1992    | 1           | 0           |
| 通算    | 1           | 0           |

| ロシア代表 | 国際Aマッチ | 国際Aマッチ |
| 年         | 出場        | 得点        |
| ---------- | ----------- | ----------- |
| 1992       | 3           | 1           |
| 1993       | 6           | 0           |
| 1994       | 6           | 1           |
| 1995       | 8           | 3           |
| 1996       | 12          | 4           |
| 1997       | 2           | 0           |
| 1998       | 5           | 0           |
| 1999       | 9           | 6           |
| 2000       | 4           | 1           |
| 2001       | 9           | 0           |
| 2002       | 7           | 1           |
| 2003       | 1           | 0           |
| 通算       | 72          | 17          |

## タイトル

### 選手時代
FCスパルタク・モスクワ
- ロシア・プレミアリーグ:3回（1992、1993、1994）
- ロシア・カップ:1回（1993-94）

セルタ・デ・ビーゴ
- UEFAインタートトカップ:1回（2000）